# 女の子のためのクチコミ&投稿マガジン
『女の子のためのクチコミ&投稿マガジン』（おんなのこのためのクチコミアンドとうこうマガジン）は、学研プラス（旧学研パブリッシング）から隔月（偶数月）で発売されていた日本の少女向け情報雑誌。2002年発刊、2009年5月号より独立創刊。2016年3月号限りで事実上廃刊。

## 概要
女性のための情報（女性向けテレビアニメ、ゲーム、ボーイズラブ関係）と、読者投稿（イラスト、同人誌情報）からなる雑誌。イラスト投稿者の画力は全体的に高めで、掲載数も多い。投稿するコーナーによってはイラスト一枚一枚に編集部がコメント（メッセージ）をつけてくれるので「アットホームな雰囲気で嬉しい」と投稿者には好評。
対象読者が同じ版元である「アニメディア」とつながるところがあり、故にアニメディア本誌と並行して購読している読者の例も少なくない。アニメディア本誌のイラスト常連投稿者の作品も頻繁に掲載されている。
投稿作品の禁止事項がかなり厳しく決められている（未成年キャラクターの飲酒・喫煙、実在の軍服等）。